# Катърпилър
Caterpillar (NYSE: CAT) (произн. \ˈka-tə(r)-ˌpi-lər\, Катърпилър, но в текстове на български срещано и като Катерпилар, Катърпилар) е американска корпорация за производство на строителна, селскостопанска и специализирана техника, световен лидер в този бранш с най-много произведени и продадени машини. Позната е основно с логото, съдържащо началните букви CAT.

## История
Историята на компанията „Катърпилър“ започва през 1890 г., когато Бенджамин Холт и Даниъл Бест разработват парни трактори в 2 независими фирми, за целите на селското стопанство.
На 24 ноември 1904 г. се провеждат първите изпитания на гъсеничния трактор, конструиран от Бенджамин Холт, задвижван с парен двигател.
Изобретяването на гъсеничния (верижен) трактор, който самият изобретател нарича с името „Катърпилър“ (в превод от английски – „гъсеница“), се счита за първото технологично постижение, което завинаги променя начина на обработка на почвата, и е считано за едно от най-великите постижения на ХХ век.
Няколко години по-късно Бенджамин Холт основава компанията „Холт Манифакчъринг Компъни“, която продава разработените от него трактори.
На 15 април 1925 г. компаниите на „Холт Манифакчъринг Компъни“ и „Си ЕЛ Бест Газ Тракшън Къмпани“, собственост на другото голямо име в историята на „Катърпилър“ – Даниъл Бест, се обединяват в „Холт Манифакчъринг Компъни Трактър Къмпани“. Компанията започва своята дейност в град Стоктън, Калифорния, като още в първата година на своето съществуване отчита оборот от 13 млн. долара.
Сливането на компаниите изиграва важна роля в усъвършенстването и еволюцията на верижните машини. Първоначално с парни двигатели, тези машини по-късно преминават на задвижване с бензинов двигател, а малко по-късно преминават изцяло на захранване с дизелово гориво. През 1931 г. от производство излиза първият трактор с дизелов двигател.
„Изобретяването на гъсеничния трактор показа необходимостта от такава машина“ – казва по-късно в спомените си единият от собствениците на компанията, Даниъл Бест, а години по-късно неговият син казва: „Вече цял век тези машини събарят гори, променят течения на реки, прокарват пътища и оставят незаличими следи в историята.“
През ХХ век машините „Катърпилър“ стават част от военните действия през Първата и Втората световни войни (по време на Втората световна война „Катърпилър“ произвеждат двигатели за танковете М4 „Шарман“). Освен верижни трактори, „Катърпилър“ произвежда серийно булдозери, камиони, земекопни машини, машини за минно-добивната промишленост и много други.
Произведените от компанията машини стават част от най-крупните строителни проекти в историята на човечеството – строежа на моста „Голдън Гейт“ в Сан Франциско, американската шосейна мрежа, Трансамериканския тръбопровод, строежа на Хувър Дам, тунела под Ламанша, язовир Три клисури в Китай, събарянето на Берлинската стена и др.
По данни на компанията, през 2006 г. 44% от продажбите са осъществени зад океана. Катърпилър продава своите продукти в повече от 200 страни по света. Има изградена мрежа от над 220 дилъри 220: 63 в САЩ и 157 в различни страни. „Caterpillar“ произвеждат своите машини в 51 завода в САЩ и още 58 завода, разположени в други страни – Австралия, Белгия, Бразилия, Канада, Великобритания, Франция, Германия, Унгария, Индия, Индонезия, Италия, Япония, Мексико, Холандия, Северна Ирландия, Китай, Полша, Русия, РЮА и Швеция.

## Прочути машини
Caterpillar разполага с повече от 400 продукта, предлагани директно и от дилърската мрежа на компанията. Някои от тези машини са добре познати, а други са станали емблематични:
- Верижни трактори (булдозери)
  - Катърпилър 60
  - Катерпилар D6
  - Катърпилър D7
  - Катърпилър D8
  - Катерпилар D9
  - Катърпилър D10
  - Катерпилар D11

- Земекопни машини
  - Катърпилър 345C L

- Товарачи
  - Катърпилър 930G

- Камиони
  - Caterpillar 740 Ejector
  - Caterpillar 797B, който преди появата на следващата модификация 797F е бил най-товароподемният и тежък автомобил в света сред автомобилите с механична предавка.

- Валяци
  - Caterpillar CS-533E

Катърпилър е най-големият производител в света на колесни товарачи („фадроми“). Машини от този вид, среден (MWL) и голям клас (LWL), се създават на три поточни линии в завода на компанията, разположен в град Аурора, Илинойс. Машините от средния клас се произвеждат в:
- Аурора, Илинойс, САЩ;
- Канагава, Япония;
- Госелис, Шарлероа, Белгия;
- Пиракикаба, Бразилия;[4]
- Китай.

## Подразделения
„Caterpillar Electronics“ е формирана като джойнт венчър с „Trimble Navigation“ (50:50). Създадена е на 1 април 2002 г. и е разположена в Дейтън, Охайо, САЩ.

## Разработки за военните
Продуктите, които произвежда компанията за нуждите на отбраната, се разработват и произвеждат в английския град Шрюсбъри, графство Шропшър. Заводът произвежда двигателите, автоматичната трансмисия и други детайли за британските танкове „Titan“ и „Troyan“, инженерното БМП – „Териер“ и транспортни превозни средства за танкове, румънския БМП MLI-84, швейцарските леки бронирани коли Piranha III, оборудване, възли и детайли за тежки камиони в американската и британската армии, бронираните машини от фамилията „CV90“, които са на въоръжение в Швеция, Норвегия, Финландия, Швейцария, Холандия и Дания.
Направлението за отбранителна техника произвежда още двигатели и генератори за нуждите на флота и корабостроителите, произвежда двигателите „3512B“ с принудително пълнене за атомните подводници от клас „Вирджиния“ и кораби от клас „Сан Антонио“. С двигатели от същия вид Caterpillar захранва испанската фрегата от клас „Алваро де Басан“ (Alvaro de Bazán), мексиканските крайцери от клас Justo Sierra Mendez
.

## Служители
В компанията Катърпилър работят 96 315 служители по цял свят (2007), което е с 4% повече от предходната година, или с 4001 души повече.
Според бизнес изданието Nashville Business Journal, 60% от служителите на компанията работят извън границите на САЩ.

## Полемика
Катърпилър попада под ударите на критиците поради това, че оборудва по поръчка машини (предимно булдозерите Катърпилър D9), със специална броня и военна екипировка, и ги продава на израелската армия, която ги използва като бойно инженерно средство в конфликта с Палестина, като армията ги използва предимно за разрушаване на палестински домове).

## Галерия
- Caterpillar 740
- Caterpillar 580
- Caterpillar 150
- Caterpillar 325
- Caterpillar D6M
- Caterpillar 730
- Caterpillar D9 на армията на САЩ, Тикрит, Ирак.
- Caterpillar RM-500